# Gorakhpur
Gorakhpur (hindî : गोरखपुर - ourdou : گورکھپور) est une ville de l'État de l'Uttar Pradesh dans le nord de l'Inde. Elle est la capitale de l'une des 18 divisions territoriales de cet État et du district homonyme.

## Économie
La ville est desservie par l'aéroport de Gorakhpur.

## Personnalités liées à la commune
- Amrapali Dubey (1987- ), une actrice de films Bollywood, est native de la commune.
- Mahant Avaidyanath (1921-2014), un prédicateur et homme politique hindou, y est mort.